# Joonas Kokkonen
Joonas Kokkonen ( pronunciado /ˈjoːnɑs ˈkokːonen/ (escucharⓘ)</img>  ; 13 de noviembre de 1921 - 2 de octubre de 1996) fue un compositor finlandés. Fue uno de los compositores finlandeses más famosos internacionalmente del siglo XX después de Sibelius⁣; su ópera The Last Temptations ha recibido más de 500 representaciones en todo el mundo y es considerada por muchos como la ópera nacional más distinguida de Finlandia.

## La vida

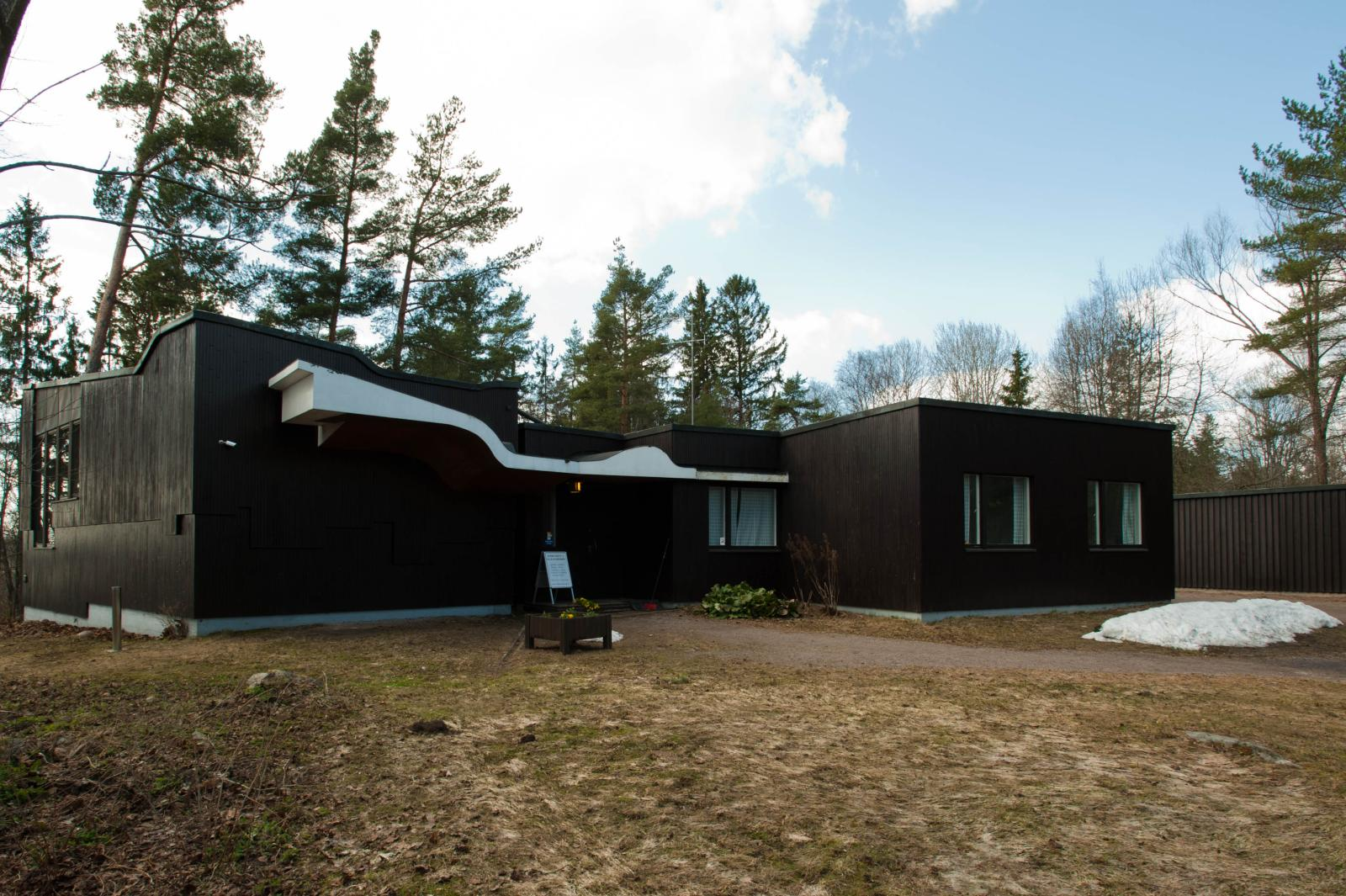
Villa Kokkonen de Alvar Aalto en Järvenpää, Finlandia.

Joonas nació en Iisalmi, Finlandia, pero pasó la última parte de su vida en Järvenpää en su casa, conocida como Villa Kokkonen, diseñada por Alvar Aalto y terminada en 1969. Sirvió en el ejército finlandés durante la Segunda Guerra Mundial con gran distinción. Recibió su educación en la Universidad de Helsinki, y luego en la Academia Sibelius, donde luego enseñó composición; sus estudiantes allí incluyeron a Aulis Sallinen. Además de sus actividades como compositor, tuvo un impacto significativo y poderoso en la vida cultural finlandesa, sirviendo como presidente y organizador, encabezando organizaciones como la Sociedad de Compositores Finlandeses, la Junta del Centro de Conciertos y otras. Su objetivo fue siempre elevar el estatus y la apreciación de la música clásica, la música finlandesa y la educación musical. Recibió numerosos premios por su labor en los años sesenta y principios de los setenta. Tras el fallecimiento de Uuno Klami, se le concedió un puesto en la prestigiosa Academia Finlandesa. Tras el fallecimiento de su esposa, su producción disminuyó considerablemente y empezó a beber más. Llevaba mucho tiempo planeando una Quinta Sinfonía, pero como nunca llegó a plasmarla en papel, murió con él.
La fecha de su muerte se ha informado de diversas formas como el 1 de octubre de 1996 ( Diccionario New Grove y varias fuentes de Internet); 2 de octubre de 1996 (muchas fuentes de Internet, incluido el Centro de Música de Finlandia); y 20 de octubre de 1996 ( New Grove Dictionary of Opera). Según su biógrafo Pekka Hako, murió el 2 de octubre, en la madrugada del día.

## Música e influencia
Aunque estudió en la Academia Sibelius, fue principalmente autodidacta en composición. Por lo general, sus composiciones se dividen en tres períodos de estilo: un estilo temprano neoclásico de 1948 a 1958, un estilo de doce tonos del período medio relativamente corto de 1959 a 1966, y un estilo "neorromántico" tardío de tonalidad libre que también utilizó aspectos de sus períodos de estilo anteriores, que comenzaron en 1967 y duraron el resto de su vida.
La mayor parte de su música antigua es música de cámara e incluye un trío con piano y un quinteto con piano; el estilo es contrapuntístico e influenciado por Bartók, pero también se remonta a modelos renacentistas y barrocos. En el período del segundo estilo, escribió las dos primeras de sus cuatro sinfonías. En ocasiones utilizó tríadas y octavas además de la técnica de los doce tonos, y también le gustaba utilizar la fila melódicamente dando a los tonos sucesivos el mismo color tonal (muchos otros compositores de música de doce tonos dividían la fila entre diferentes voces).
En el tercer período de estilo, Kokkonen escribió la música que lo hizo famoso internacionalmente: las dos últimas sinfonías, ...durch einen Spiegel para doce cuerdas solistas, el Réquiem y la ópera, Las últimas tentaciones (1975) ( Viimeiset kiusaukset ), basada en la vida y la muerte del predicador renacentista finlandés Paavo Ruotsalainen . La ópera está puntuada con corales que remiten a Johann Sebastian Bach, y que también recuerdan a los espirituales afroamericanos utilizados con un propósito similar en el oratorio A Child of Our Time de Michael Tippett . La ópera se representó en el Metropolitan Opera de Nueva York en 1983.

## Lista de composiciones

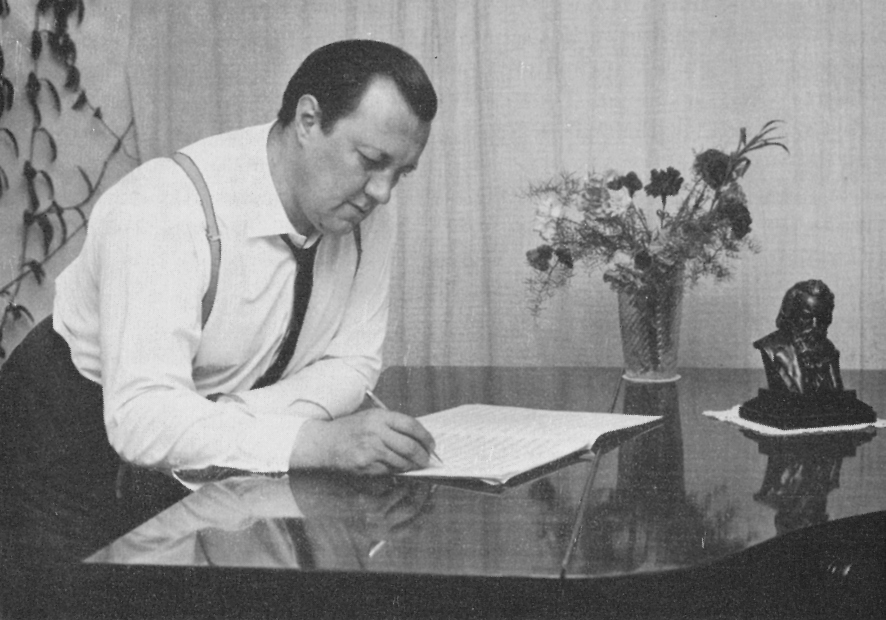
Kokkonen trabajando en su Primera Sinfonía en 1959.

### Orquestal
- Música para orquesta de cuerdas (1957)
- Sinfonía n. ° 1 (1960)
- Sinfonía n. ° 2 (1960-1961)
- Opus Sonorum (1964)
- Sinfonía n. ° 3 (1967)
- Bocetos sinfónicos (1968)
- Sinfonía n. ° 4 (1971)
- Inauguración (1971)
- "... durch einem Spiegel" (1977)
- El pasaje (1987)

### Cámara
- Trío con piano (1948)
- Quinteto de piano (1951-1953)
- Dúo para violín y piano (1955)
- Cuarteto de cuerda n. ° 1 (1959)
- Sinfonía de la cámara (1961-1962)
- Cuarteto de cuerda n. ° 2 (1966)
- Quinteto de viento (1973)
- Sonata para violonchelo y piano (1975-1976)
- Cuarteto de cuerda n. ° 3 (1976)
- Improvisación para violín y piano (1982)

### Coral
- Misa a capela (1963)
- Laudatio Domini (1966)
- Erekhteion, cantata académica (1970)
- Ukko-Paavon Virsi para coro (1978)
- Réquiem (1979-1981)
- "Con sus dedos tocó Väinämöinen" para coro masculino (1985)

### Ópera
- Las últimas tentaciones (1972-1975)